# Aedes linesi
Aedes linesi är en tvåvingeart som beskrevs av E. Sydney Marks 1964. Aedes linesi ingår i släktet Aedes och familjen stickmyggor. Inga underarter finns listade i Catalogue of Life.